# Jim Gibbons
James Arthur "Jim" Gibbons (Sparks, Nevada, 16 december 1944) is een Amerikaans politicus. Hij is lid van de Republikeinse Partij. Van 2007 tot 2011 was Gibbons de 28e gouverneur van de staat Nevada. Daarvoor was hij van 1997 tot 2006 lid van het Huis van Afgevaardigden.

## Levensloop
Gibbons studeerde aan de Universiteit van Nevada, maar onderbrak zijn studie tijdens de Vietnam-oorlog. Hij diende van 1967 tot 1971 bij de Amerikaanse luchtmacht. Daarna behaalde hij een graad in de rechten aan Southwestern School en volgde een postgraduate-studie aan de Universiteit van Zuid-Californië. In 1975 werd hij lid van de luchtmachtafdeling van de Nationale Garde van Nevada. Van 1990 tot 1996 was hij tweede man van de organisatie en diende tijdens de Golfoorlog in Irak.
In zijn werkzame leven was Gibbons werkzaam als advocaat in zijn eigen praktijk, als piloot voor Delta Air Lines en Western Airlines en als geoloog.
Zijn politieke carrière begon in 1989 toen hij gekozen werd in het Huis van Afgevaardigden van Nevada. Daarin had hij tot 1993 zitting. In 1994 stelde hij zich kandidaat voor het gouverneurschap van Nevada, maar werd door de Democratische zittende gouverneur Bob Miller verslagen. Gibbons werd in 1996 wel met succes gekozen in het Huis van Afgevaardigden. Daarin had hij tot 2007 zitting.
In 2006 stelde Gibbons zich voor een tweede keer verkiesbaar voor het gouverneurschap van Nevada. Hij versloeg in de Republikeinse voorverkiezingen onder andere de zittende luitenant-gouverneur Lorraine Hunt. Bij de algemene verkiezingen versloeg Gibbons Dina Titus, de Democratische minderheidsleider in de Senaat van Nevada. Tijdens zijn verkiezingscampagne kreeg Gibbons veel kritiek omdat bleek dat hij in het verleden een illegale immigrante had ingehuurd als schoonmaker.
In zijn termijn als gouverneur, die startte op 1 januari 2007, had Gibbons te maken met verschillende schandalen. Zo werd er een federaal onderzoek gestart naar eventuele omkoping tijdens zijn periode als lid van het Huis van Afgevaardigden. In 2010 stelde hij zich herkiesbaar voor een tweede termijn, maar verloor hij in de Republikeinse voorverkiezingen van Brian Sandoval, een voormalige federale rechter. Sandoval won vervolgens ook de algemene verkiezing en nam op 3 januari 2011 het gouverneurschap van Gibbons over.

## Persoonlijk
Gibbons trouwde in 1985 met Dawn Gibbons. Samen hebben zij een zoon. Zijn vrouw werd in 1998 gekozen in het Huis van Afgevaardigden van Nevada. In 2008 vroeg Gibbons een scheiding aan. Zijn vrouw beschuldigde hem ervan een relatie te onderhouden met een andere vrouw. In juli 2010 gingen Gibbons en zijn vrouw definitief uit elkaar.
- Gemeinsame Normdatei: 1190683482
- International Standard Name Identifier: 0000 0004 9846 7994
- Library of Congress Control Number: no2017097877
- Biographical Directory of the United States Congress: G000152
- Virtual International Authority File: 1357150172702100180006
- WorldCat: E39PBJyxkP3KWmFfj4bQQrW4bd